# VfB Bayreuth
Der Verein für Bewegungsspiele Bayreuth war ein Fußballverein aus der oberfränkischen Stadt Bayreuth, dessen größter Erfolg der bayerische Meistertitel 1956 war.

## Geschichte
1913 wurde im Bayreuther Stadtteil St. Georgen der FC St. Georgen gegründet, der sich 1920 in VfB Bayreuth umbenannte. 1930 führten finanzielle Schwierigkeiten, resultierend aus dem Bau einer eigenen Sportanlage, zum Konkurs. Der Verein wurde aber umgehend neugegründet und fand 1936 seine dauerhafte Heimat an der Prellmühle. Vor dem Zweiten Weltkrieg spielte der Verein höchstens zweitklassig. Die Aufbauarbeit nach dem Krieg führte zu einem Aufschwung, 1952 erreichte der VfB den Aufstieg in die Staffel Nord der damals zweigeteilten Bayernliga. Dort wurde 1956 die Staffel als Erster beendet, anschließend konnte in drei Endspielen mit 0:3, 2:1 (Hin- und Rückspiel) und 1:0 (Entscheidungsspiel) der bayerische Meistertitel gegen den ESV Ingolstadt-Ringsee errungen werden, was den größten Erfolg der Vereinsgeschichte darstellte. In den folgenden Jahren konnte sich der VfB allerdings nicht halten und spielte nach dem Abstieg nur noch unterklassig. 1969 entschloss sich der Verein zu einem Zusammenschluss mit dem Tuspo Bayreuth zum Bayreuther SV 98.

## Bekannter Spieler
- Johann Zeitler